# Skin o' My Teeth
"Skin O' My Teeth" er den tredje single fra det amerikanske thrash metal-band Megadeths multi-platinalbum Countdown to Extinction. Sangen, som er skrevet af frontmand Dave Mustaine, omhandler selvmord og at fejle det.
Sangen blev spillet ved den koncert i Argentina som senere blev udgivet som That One Night: Live in Buenos Aires, men blev ikke inkluderet på dvd'en. Den er dog med i iTunes-versionen af koncerten.
Den er også med på omsamlingsalbummet Greatest Hits: Back to the Start fra 2005.
Kalmah har indspillet en coverversion af sangen på deres andet studiealbum They Will Return.
En trommesampling fra sangen kan høres på Pendulum-sporet "Another Planet" fra albummet Hold Your Colour.